# Eyad Barakat
Eyad Barakat (1 de enero de 2001) es un deportista egipcio que compite en taekwondo. Ganó una medalla de bronce en el Campeonato Africano de Taekwondo de 2022, en la categoría de –68 kg.

## Palmarés internacional
| Campeonato Africano | Campeonato Africano | Campeonato Africano | Campeonato Africano |
| Año                 | Lugar               | Medalla             | Categoría           |
| ------------------- | ------------------- | ------------------- | ------------------- |
| 2022                | Kigali (Ruanda)     | Medalla de bronce   | –68 kg              |